# サロモン・アウグスト・アンドレー

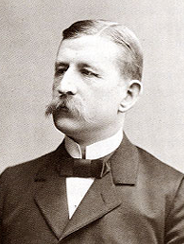
サロモン・アウグスト・アンドレー

サロモン・アウグスト・アンドレー（Salomon August Andrée, 1854年10月18日 - 1897年10月8日以降）は、スウェーデンの探検家、技師。水素気球エルネン号で北極飛行を試みて遭難死した。

## 生涯
アンドレーはヨンショーピング県のグレンナ(Gränna)で生まれた。
ストックホルムの王立工科大学で工学を学び、1880年まで技術者として働いた。その後2年間王立工科大学で助手を務める。1876年の訪米時には気球家ジョン・ワイズと会っている。1882年から1883年にかけて気象学者ニルス・エクホルム（Nils Ekholm）率いるスピッツベルゲンへの科学調査隊に参加。1884年から亡くなるまでスウェーデン特許庁で働いた。また、1891年から94年までストックホルム市議会議員でもあり、リベラル派として知られていた。

### 北極探検
北東航路を発見したアドルフ・エリク・ノルデンショルドの手引きにより、1895年にストックホルムで開催された地理学会での講演で「気球による北極点到達」という計画を公表。スウェーデン王立科学アカデミーの援助と、国王オスカル2世やアルフレッド・ノーベルの出資を得た。パリで水素ガス気球を調達した後、「エルネン号（"Örnen"、「鷲」）と命名。彼の気球の特筆すべき点は、イギリスの気球家チャールズ・グリーンが発明した「ガイド・ロープ」と帆を組み合わせることにより、「ある程度の操縦性の確保」および「バラスト投下とガス放出に頼らない高度調整」を目論んだことにあった。1896年夏にスヴァールバル諸島から最初の探検を試みたが、風向きの問題から断念。世間からは厳しい非難を受けた上、メンバーの一人だったエクホルムは脱退した。

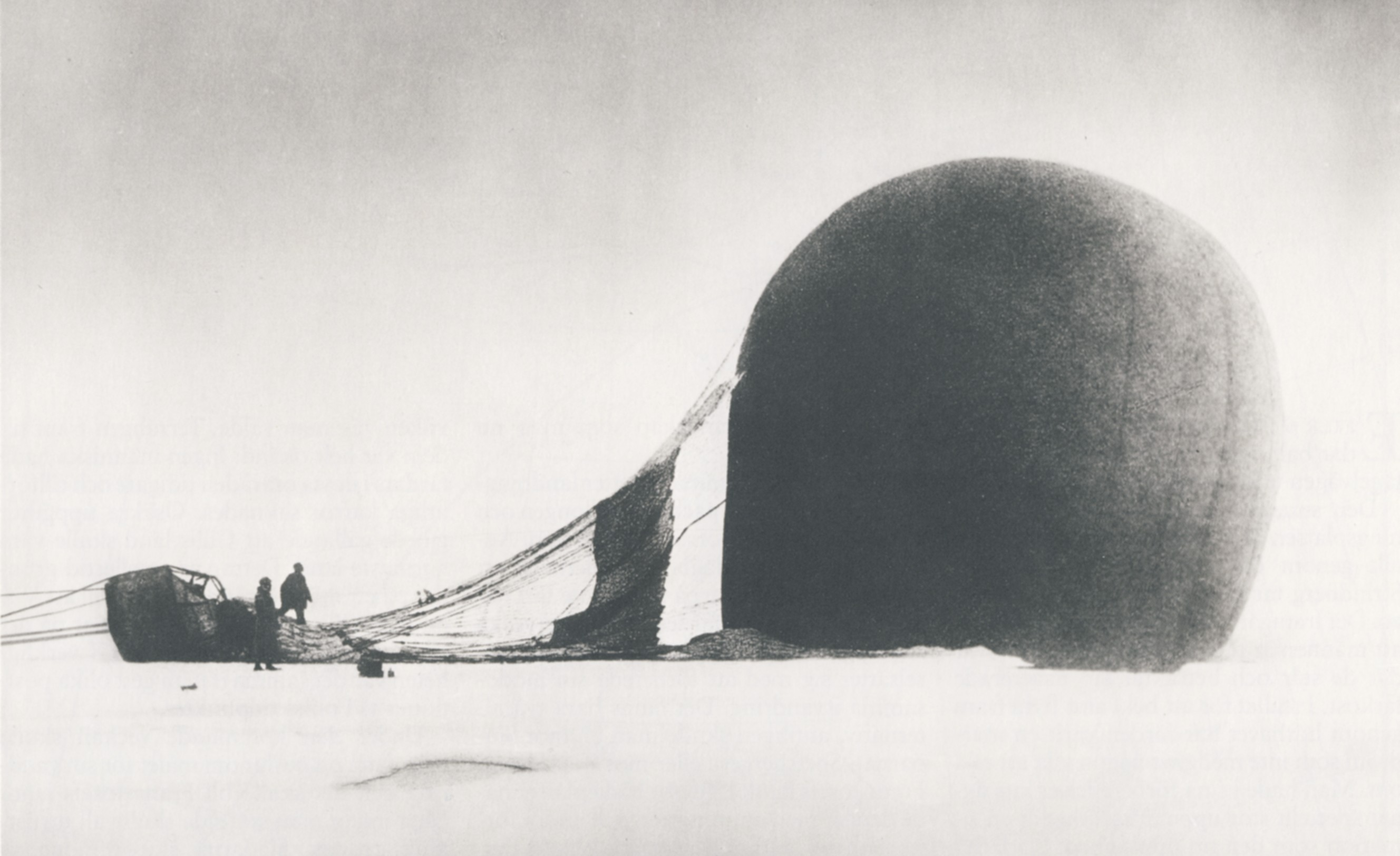
1897年7月14日に流氷上に不時着したエルネン号。アンドレーらの遺体と共に発見された写真の一つ

翌1897年7月11日、改めて同窓の技術者クヌート・フレンケル、カメラマンニルス・ストリンドベリと共にスピッツベルゲン島から北極飛行に出発。その後、伝書鳩で2回手紙を送ったのを最後に消息を絶った。
1930年になってスヴァールバル諸島のクヴィト島でアザラシ猟の船により彼らの野営跡が発見され、ノルウェーのブラトヴァーグ探検隊により大規模な捜索が行われた結果、遺留品と共に3人の遺体が発見された。残された日記及び、ストリンドベリが撮影した写真（33年経っていたために現像には苦労を要した）から、出発からわずか3日後の7月14日に気球が流氷上に不時着してしまったこと（検査をしないまま飛行したためガス漏れが酷く、さらに氷がガス嚢に付着して重量が増加した）、そして徒歩で南下してスピッツベルゲンへ戻る途中、10月に3人とも死亡したことが判明した（確認できたアンドレーの日記の最後の記述は10月8日）。
3人の遺体はスウェーデンに戻ってまもなく火葬されたために詳細な死因は不明だが、日記の記述（クヴィト島に着いた後、彼らは腹痛と下痢、足の痛みを訴えていた）から、ホッキョクグマの肉を生で食べたことにより旋毛虫症に感染し、結果衰弱死したのではないかと推測された（なお、彼らとほぼ同時期に北極を踏破したフリチョフ・ナンセンらは、ホッキョクグマの肉を油で加熱調理していたために無事だった）。その他に、一酸化炭素中毒説などの説が唱えられた。
3人の遺骨は盛大な葬儀の後にストックホルムのNorra begravningsplatsenに埋葬された。彼らの死から100年後の1997年にクヴィト島に記念碑が建てられた。
ただし、現在ではアンドレ―の探検は、経験や装備が十分でなく、世論に押されて後戻りできなくなった末の悲劇だと理解されている。さらに、長く公開されていなかった1930年の3人の検死結果などから、ストリンドベリはホッキョクグマに襲われて死亡し、フレンケルも間もなく死亡、アンドレーは日記を遺書代わりとしてモルヒネで自殺した、という説が作家・医師のベア・ウースマにより唱えられている（"The expedition: the forgotten story of a polar tragedy."(2014年)、邦訳『北極探検隊の謎を追って: 人類で初めて気球で北極点を目指した探検隊はなぜ生還できなかったのか』（青土社））。
現在では、北極の気流は複雑なために気球による飛行は困難であることが判明している。なお、彼らの気球による北極への到達記録（北緯83度、東経24度）は、2000年にデヴィッド・ヘンペルマン＝アダムズ（David Hempleman-Adams）により破られるまで長く更新されなかった。

## 関連作品
- 映画『アンドレーの北極気球探検旅行 北極へ挑む男』 1981年 マックス・フォン・シドー